# Grand Prix-wegrace van Duitsland 1988
De Grand Prix-wegrace van Duitsland 1988 was de zesde Grand Prix van het wereldkampioenschap wegrace in het seizoen 1988. De races werd verreden op 28- en 29 mei 1988 op de Nürburgring nabij Nürburg (Rijnland-Palts). In deze Grand Prix kwamen alle klassen aan de start, maar de zijspanklasse moest al op zaterdag rijden.

## Algemeen

### De zijspancontroverse
Een week voor de Duitse Grand Prix maakte de FIM bekend dat de zijspanklasse al op de zaterdag zou moeten rijden. De reden was dat de zijspannen een hoeveelheid zacht rubber over de baan zouden smeren waardoor het voor de soloklassen gevaarlijk glad zou worden. De solorijders werden in deze mening gesteund door bandenfabrikant Michelin, maar de zijspanrijders wilden op zondag rijden en werden ondersteund door Dunlop, Yokohama, Avon en Pirelli, die allemaal vonden dat er geen bewijs voor deze theorie was. Er volgde een vergadering met een delegatie van de zijspanrijders (Steve Webster, Rolf Biland en Egbert Streuer), de bandenfabrikanten, de wedstrijdleiding (Max Deubel), de FIM, de International Racing Teams Association en de solorijders (Wayne Gardner en Sito Pons). Uiteindelijk werd besloten om inderdaad op zaterdagmiddag om 16.00 uur te starten, maar Max Deubel (viervoudig zijspan-wereldkampioen) verklaarde dat hij zwaar onder druk was gezet door de IRTA, die beweerde dat de 250- en 500cc-rijders bereid waren tot een boycot van de Grand Prix. De zijspanrijders voelden zich ernstig benadeeld door de IRTA, waar ze zelf lid van waren, maar die de belangen van de grote teams (Rothmans-HRC, Roberts-Lucky Strike, Agostini-Marlboro, Nieto-Ducados en Gauloises-Sonauto) behartigde. 

### Het weer
Tijdens de eerste trainingen op donderdag was het erg warm, meer dan dertig graden in de zon, maar op vrijdag was het al erg koud en tussen de regenbuien door erg mistig. De tijdtrainingen werden uitgesteld, uiteindelijk zo lang dat het doorgaan van de Grand Prix aan een zijden draadje hing. De 80cc-klasse kon uiteindelijk trainen, maar toen de 125cc-klasse aan de beurt was moest de training weer stilgelegd worden. Het vrijdagprogramma werd naar de zaterdag verschoven, de dag dat de zijspanklasse haar race al moest rijden. De minimum trainingstijden van twee uur en twintig minuten per klasse konden niet meer gehaald worden, maar daar kon men in geval van overmacht van afwijken. Ook op zaterdag kon er tot 11 uur niet gereden worden, maar daarna werd het iets helderder en kon er met slecht zicht op een natte baan getraind worden. Toch drongen niet alle coureurs aan op een start. De sponsorbelangen waren immers niet groot omdat er in Duitsland geen tabaksreclame gemaakt mocht worden en alle belangrijke teams tabakssponsoren hadden. 

### Tijdwaarneming
De 250cc-klasse was op zaterdag als laatste aan de beurt om te trainen en de tijdwaarneming bleek niet opgewassen tegen het aantal van 55 deelnemers. De tijden leken nergens op. De teams namen zelf ook de rondetijden op, die normaal gesproken niet meer dan 0,1 seconde afweken van de officiële tijd, maar nu waren er enorme verschillen. Juan Garriga en Alberto Puig kwalificeerden zich aanvankelijk niet eens, Toni Mang kreeg de 35e tijd en Manfred Herweh de 36e, terwijl Thierry Rapicault de snelste tijd zou hebben gereden. Rapicault had in de GP van Spanje de 29e tijd gereden. In de GP van Portugal de 31e tijd en in de GP des Nations had hij zich niet eens gekwalificeerd. Protesten bleven niet uit en opnieuw moest de organisatie uren vergaderen. Uiteindelijk besloot de organisatie om 48 in plaats van 36 coureurs te laten starten. Bovendien werden de tijden herzien, want Mang stond plotseling op de tweede startplaats en Puig op de zevende. 

## 500cc-klasse

### De training
Tijdens de 500cc-training droogde de baan op. Aanvankelijk reed Wayne Rainey de snelste tijd, maar Wayne Gardner wist dat hij met zijn nerveuze Honda NSR 500 kansloos was op de natte baan en wachtte tot het laatste moment om zijn snelste ronde te rijden. Die was goed voor poleposition. 

#### Trainingstijden
| Pos | Coureur           | Merk                        | Tijd    |
| --- | ----------------- | --------------------------- | ------- |
| 1.  | Wayne Gardner     | Rothmans-HRC-Honda          | 1"41'31 |
| 2.  | Wayne Rainey      | Roberts-Lucky Strike-Yamaha | 1"41'75 |
| 3.  | Christian Sarron  | Gauloises-Sonauto-Yama      | 1"42'13 |
| 4.  | Eddie Lawson      | Agostini-Marlboro-Yamaha    | 1"42'51 |
| 5.  | Kevin Magee       | Roberts-Lucky Strike-Yamaha | 1"42'61 |
| 6.  | Niall Mackenzie   | Gallina-HB-HRC-Honda        | 1"43'06 |
| 7.  | Shunji Yatsushiro | Rothmans-HRC-Honda          | 1"43'20 |
| 8.  | Randy Mamola      | Cagiva                      | 1"43'63 |
| 9.  | Kevin Schwantz    | Pepsi-Suzuki                | 1"43'79 |
| 10. | Rob McElnea       | Agostini-Marlboro-Yamaha    | 1"43'88 |

### De race
Nu de baan bij de start van de 500cc-race nat was, wist Wayne Gardner al dat hij er niet aan te pas zou komen, temeer omdat hij een verkeerde band had gekozen. Na de start leidde Christian Sarron heel even, maar hij werd achterhaald door Kevin Schwantz, die aanvankelijk was angstige momenten meemaakte, maar de race met een grote voorsprong won. Wayne Rainey passeerde Sarron in de achtste ronde en kon Schwantz nog even bedreigen, maar toen hij even door het gras moest nam hij genoegen met de tweede plaats. Eddie Lawson kon ook geen vuist maken, maar hij werd door zijn pitcrew op de hoogte gehouden van de vorderingen van Gardner, die hij slechts achter zich hoefde te houden om uit te lopen in het wereldkampioenschap. Dat lukte gemakkelijk, want Gardner werd met de onwillige Honda slechts achtste. De beste Honda-rijder was Pierfrancesco Chili op de zesde plaats. 

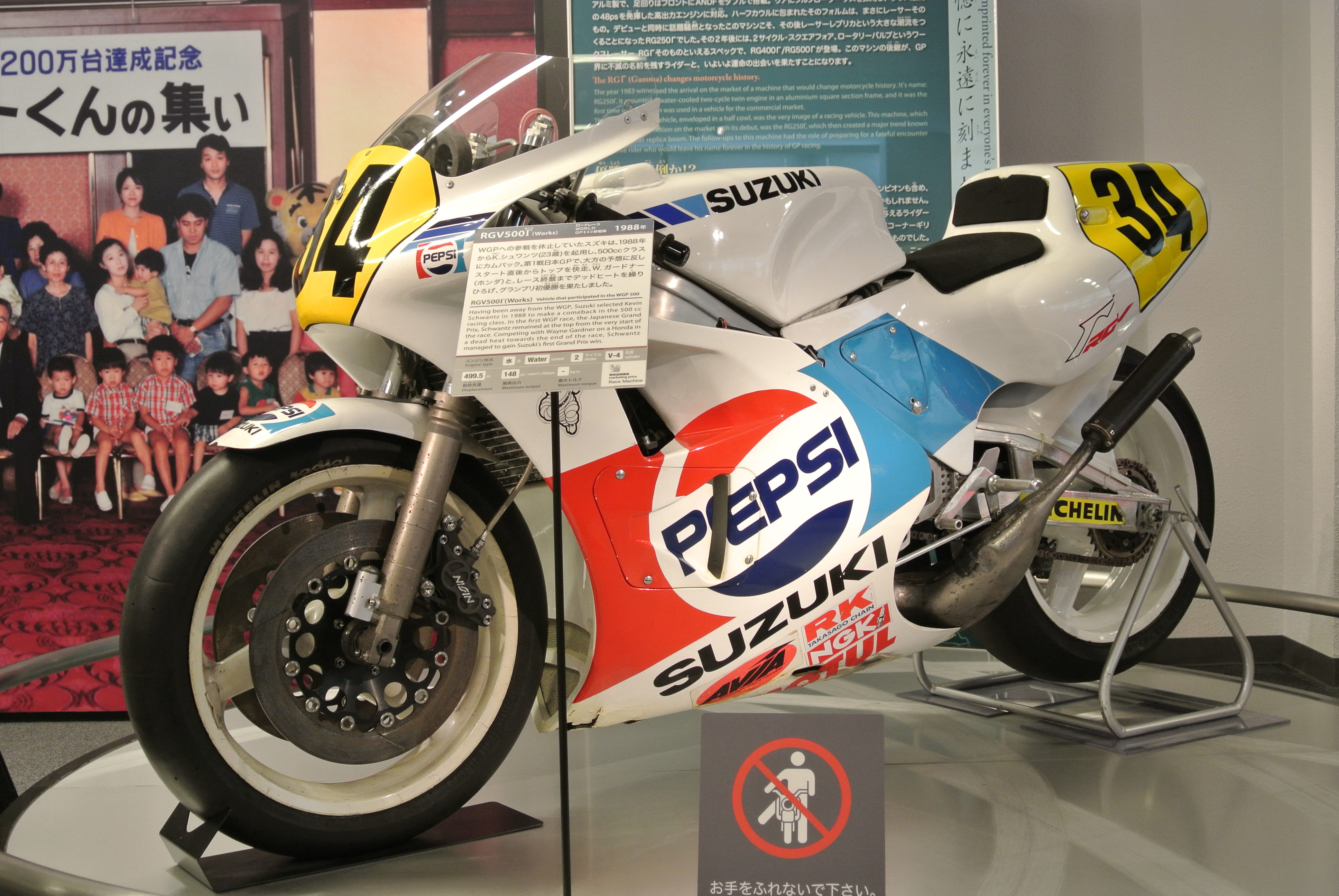
De Suzuki RGV van Kevin Schwantz

#### Uitslag 500cc-klasse
| Pos | Coureur             | Merk                        | Tijd       | Grid | Punten |
| --- | ------------------- | --------------------------- | ---------- | ---- | ------ |
| 1   | Kevin Schwantz      | Pepsi-Suzuki                | 1:01"52'27 | 9    | 20     |
| 2   | Wayne Rainey        | Roberts-Lucky Strike-Yamaha | 1:02"17'30 | 2    | 17     |
| 3   | Christian Sarron    | Gauloises-Sonauto-Yamaha    | 1:02"43'82 | 3    | 15     |
| 4   | Eddie Lawson        | Agostini-Marlboro-Yamaha    | 1:03"01'01 | 4    | 13     |
| 5   | Kevin Magee         | Roberts-Lucky Strike-Yamaha | 1:03"04'44 | 5    | 11     |
| 6   | Pierfrancesco Chili | Gallina-HB-HRC-Honda        | 1:03"04'82 | 13   | 10     |
| 7   | Didier de Radiguès  | Agostini-Marlboro-Yamaha    | 1:03"12'55 | 11   | 9      |
| 8   | Wayne Gardner       | Rothmans-HRC-Honda          | 1:03"36'15 | 1    | 8      |
| 9   | Niall Mackenzie     | Gallina-HB-HRC-Honda        | +1 ronde   | 6    | 7      |
| 10  | Shunji Yatsushiro   | Rothmans-HRC-Honda          | +1 ronde   | 7    | 6      |
| 11  | Rob McElnea         | Pepsi-Suzuki                | +1 ronde   | 10   | 5      |
| 12  | Patrick Igoa        | Gauloises-Sonauto-Yamaha    | +1 ronde   | 14   | 4      |
| 13  | Peter Schleef       | Honda                       | +2 ronden  | 18   | 3      |
| 14  | Marco Papa          | Honda                       | +2 ronden  | 16   | 2      |
| 15  | Michael Rudroff     | Honda                       | +2 ronden  | 24   | 1      |
| 16  | Alessandro Valesi   | Honda                       | +2 ronden  | 25   |        |
| 17  | Marco Gentile       | Fior-Marlboro-Honda         | +2 ronden  | 17   |        |
| 18  | Wolfgang von Muralt | Suzuki                      | +2 ronden  | 32   |        |
| 19  | Maarten Duyzers     | HDJ-Honda                   | +2 ronden  | 20   |        |
| 20  | Josef Doppler       | Honda                       | +3 ronden  | 34   |        |
| 21  | Helmut Schütz       | Honda                       | +3 ronden  | 31   |        |
| 22  | Ari Rämö            | Honda                       | +3 ronden  | 35   |        |
| 23  | Peter Sköld         | Honda                       | +3 ronden  | 36   |        |
| 24  | Niggi Schmassmann   | Honda                       | +3 ronden  | 29   |        |
| 25  | Bruno Kneubühler    | Honda                       | +4 ronden  | 21   |        |

#### Niet gefinished
| Coureur           | Merk                   | Oorzaak    | Grid |
| ----------------- | ---------------------- | ---------- | ---- |
| Andreas Leuthe    | Suzuki                 |            | 28   |
| Hans-Jürg Butz    | Honda                  |            | 22   |
| Peter Lindén      | Honda                  |            | 30   |
| Hans Klingebiel   | Suzuki                 |            | 33   |
| Ron Haslam        | ELF-HRC-Honda          | Mechanisch | 12   |
| Manfred Fischer   | Hein Gericke-Honda     | Val        | 19   |
| Massimo Broccoli  | Cagiva                 |            | 15   |
| Randy Mamola      | Cagiva                 | Mechanisch | 8    |
| Fabio Barchitta   | Katayama-ELF-HRC-Honda |            | 23   |
| Georg Robert Jung | Honda                  |            | 27   |

#### Niet deelgenomen
| Coureur        | Merk               | Oorzaak  |
| -------------- | ------------------ | -------- |
| Gustav Reiner  | Hein Gericke-Honda | Blessure |
| Raymond Roche  | Cagiva             | Blessure |
| Tadahiko Taira | Tech 21-Yamaha     | Blessure |

### Top tien tussenstand 500cc-klasse
| Pos | Coureur             | Merk                        | Ptn |
| --- | ------------------- | --------------------------- | --- |
| 1   | Eddie Lawson        | Agostini-Marlboro-Yamaha    | 105 |
| 2   | Wayne Gardner       | Rothmans-HRC-Honda          | 85  |
| 3   | Wayne Rainey        | Roberts-Lucky Strike-Yamaha | 82  |
| 4   | Kevin Magee         | Roberts-Lucky Strike-Yamaha | 66  |
| 5   | Kevin Schwantz      | Pepsi-Suzuki                | 64  |
| 6   | Niall Mackenzie     | Gallina-HB-HRC-Honda        | 60  |
| 7   | Christian Sarron    | Gauloises-Sonauto-Yamaha    | 59  |
| 8   | Didier de Radiguès  | Agostini-Marlboro-Yamaha    | 42  |
| 9   | Pierfrancesco Chili | Gallina-HB-HRC-Honda        | 31  |
| 10  | Shunji Yatsushiro   | Rothmans-HRC-Honda          | 21  |
| 10  | Rob McElnea         | Pepsi-Suzuki                | 21  |

## 250cc-klasse

### De training
Door de rommelige tijdwaarneming kwamen er protesten, maar Thierry Rapicault behield zijn onwaarschijnlijke poleposition. Toni Mang werd op de tweede plaats gezet, voor de onbekende Argentijn Rene Zanatta. Door de uitbreiding van 36 naar 48 deelnemers konden enkele belangrijke rijders, zoals Jean-François Baldé, Carlos Lavado, Javier Cardelús, Bruno Casanova, Paolo Casoli en Stefano Caracchi, in elk geval deelnemen en was het zaak in de race veel plaatsen goed te maken. 

#### Trainingstijden
| Pos | Coureur           | Merk                     | Tijd    |
| --- | ----------------- | ------------------------ | ------- |
| 1.  | Thierry Rapicault | Fior-Rotax               | 2"02'35 |
| 2.  | Toni Mang         | Rothmans-HRC-Honda       | 2"02'46 |
| 3.  | Rene Zanatta      | Yamaha                   | 2"02'62 |
| 4.  | Martin Wimmer     | Fath-Hein Gericke-Yamaha | 2"02'81 |
| 5.  | August Auinger    | Aprilia-Rotax            | 2"02'87 |
| 6.  | Luca Cadalora     | Agostini-Marlboro-Yamaha | 2"02'89 |
| 7.  | Alberto Puig      | Nieto-Ducados-HRC-Honda  | 2"03'23 |
| 8.  | Stefano Caracchi  | Honda                    | 2"03'29 |
| 9.  | Dominique Sarron  | Rothmans-HRC-Honda       | 2"03'43 |
| 10. | Hans Lindner      | Honda                    | 2"03'45 |

### De race
De 250cc-race begon op een natte baan en de bandenkeuze was cruciaal. Een aantal coureurs, voornamelijk de Dunlop-rijders, koos voor regenbanden, zoals Toni Mang. In het begin werkten die prima: Mang leidde de race voor Thierry Rapicault, Sito Pons, Luca Cadalora, Donnie McLeod, Dominique Sarron en Martin Wimmer, terwijl Juan Garriga vanaf de 28e startplaats aan een inhaalrace begon. Rene Zanatta viel al in de eerste ronde, later gevolgd door Rapicault, Masahiro Shimizu en John Kocinski. Toen de baan begon op te drogen kregen de coureurs met regenbanden problemen. Cadalora passeerde Mang en Pons en nam de leiding over. McLeod haalde Toni Mang ook in, maar moest uiteindelijk het hoofd buigen voor Garriga, die zijn achterstand had goedgemaakt en derde werd. Mang viel met zijn regenbanden helemaal terug naar de achtste plaats.

#### Uitslag 250cc-klasse
| Pos | Coureur                   | Merk                     | Tijd      | Grid | Punten |
| --- | ------------------------- | ------------------------ | --------- | ---- | ------ |
| 1   | Luca Cadalora             | Agostini-Marlboro-Yamaha | 51"12'96  | 6    | 20     |
| 2   | Sito Pons                 | Campsa-HRC-Honda         | 51"27'29  | 14   | 17     |
| 3   | Juan Garriga              | Nieto-Ducados-Yamaha     | 51"31'52  | 28   | 15     |
| 4   | Donnie McLeod             | 7Up-EMC-Rotax            | 51"33'42  | 13   | 13     |
| 5   | Reinhold Roth             | HB-HRC-Honda             | 51"35'83  | 16   | 11     |
| 6   | Martin Wimmer             | Fath-Hein Gericke-Yamaha | 51"42'81  | 4    | 10     |
| 7   | Jean-Francois Foray       | Yamaha                   | 51"50'86  | 27   | 9      |
| 8   | Toni Mang                 | Rothmans-HRC-Honda       | 51"54'44  | 2    | 8      |
| 9   | Dominique Sarron          | Rothmans-HRC-Honda       | 51"59'31  | 9    | 7      |
| 10  | Helmut Bradl              | Honda                    | 52"00'15  | 25   | 6      |
| 11  | Hans Becker               | Yamaha                   | 52"09'09  | 21   | 5      |
| 12  | Hermann Holder            | Seufert                  | 52"11'66  | 17   | 4      |
| 13  | Jean-Philippe Ruggia      | Gauloises-Sonauto-Yamaha | 52"13'58  | 30   | 3      |
| 14  | Paolo Casoli              | Pileri-AGV-Garelli       | 52"15'36  | 15   | 2      |
| 15  | Stefano Caracchi          | Honda                    | 52"25'38  | 8    | 1      |
| 16  | Andreas Preining          | Aprilia-Rotax            | 52"31'17  | 34   |        |
| 17  | Alberto Puig              | Nieto-Ducados-HRC-Honda  | 52"34'74  | 7    |        |
| 18  | Hervé Duffard             | Honda                    | 52"35'01  | 18   |        |
| 19  | Hans Lindner              | Honda                    | 52"35'40  | 10   |        |
| 20  | Bernard Schick            | Honda                    | 52"43'07  | 33   |        |
| 21  | Jacques Cornu             | Parisienne-HRC-Honda     | 52"43'10  | 23   |        |
| 22  | Juan López Mella          | Honda                    | 52"43'41  | 39   |        |
| 23  | Bernard Haenggeli         | Honda                    | 52"46'00  | 37   |        |
| 24  | Jochen Schmid             | Honda                    | 52"53'18  | 20   |        |
| 25  | Bruno Bonhuil             | Honda                    | 53"02'14  | 40   |        |
| 26  | Ivan Troisi               | Yamaha                   | +1 ronde  | 47   |        |
| 27  | Javier Cardelús           | Aprilia-Rotax            | +1 ronde  | 42   |        |
| 28  | Gerhard Häberle           | Rotax                    | +1 ronde  | 41   |        |
| 29  | Patrick van den Goorbergh | Grundig-Honda            | +2 ronden | 38   |        |
| 30  | Martin Renfrey            | Honda                    | +2 ronden | 32   |        |
| 31  | Kevin Mitchell            | Yamaha                   | +2 ronden | 22   |        |
| 32  | Christian Boudinot        | Fior-Rotax               | +3 ronden | 46   |        |
| 33  | Siegfried Minich          | Yamaha                   | +3 ronden | 36   |        |

#### Niet gefinished
| Coureur           | Merk                        | Oorzaak | Grid |
| ----------------- | --------------------------- | ------- | ---- |
| Bruno Casanova    | FMI-Aprilia-Rotax           |         | 35   |
| Thierry Rapicault | Fior-Rotax                  | Val     | 1    |
| Rene Zanatta      | Yamaha                      | Val     | 3    |
| August Auinger    | Aprilia-Rotax               |         | 5    |
| Masahiro Shimizu  | Terra-HRC-Honda             | Val     | 19   |
| Roland Busch      | Aprilia-Rotax               |         | 24   |
| Manfred Herweh    | Levior-Yamaha               |         | 26   |
| Carlos Lavado     | HB-Venemotos-Yamaha         |         | 29   |
| Urs Lüzi          | Honda                       |         | 31   |
| René Delaby       | Docshop-Yamaha              |         | 43   |
| Alain Bronec      | Honda                       |         | 45   |
| John Kocinski     | Roberts-Lucky Strike-Yamaha | Val     | 11   |
| Maurizio Vitali   | Gazzaniga-Rotax             |         | 44   |
| Engelbert Neumair | Aprilia-Rotax               |         | 12   |

#### Niet deelgenomen
| Coureur             | Merk                    | Oorzaak  |
| ------------------- | ----------------------- | -------- |
| Carlos Cardús       | Nieto-Ducados-HRC-Honda | Blessure |
| Loris Reggiani      | Aprilia-Rotax           | Blessure |
| Jean-François Baldé | Défi-Rotax              | Onbekend |

### Top tien tussenstand 250cc-klasse
| Pos | Coureur              | Merk                     | Ptn |
| --- | -------------------- | ------------------------ | --- |
| 1   | Sito Pons            | Campsa-HRC-Honda         | 88  |
| 2   | Juan Garriga         | Nieto-Ducados-Yamaha     | 83  |
| 3   | Jacques Cornu        | Parisienne-HRC-Honda     | 58  |
| 4   | Dominique Sarron     | Rothmans-HRC-Honda       | 55  |
| 5   | Toni Mang            | Rothmans-HRC-Honda       | 51  |
| 6   | Luca Cadalora        | Agostini-Marlboro-Yamaha | 50  |
| 7   | Jean-Philippe Ruggia | Gauloises-Sonauto-Yamaha | 48  |
| 7   | Reinhold Roth        | HB-HRC-Honda             | 48  |
| 9   | Masahiro Shimizu     | Terra-HRC-Honda          | 41  |
| 10  | Donnie McLeod        | 7Up-EMC-Rotax            | 30  |

## 125cc-klasse

### De training
De verrassing tijdens de 125cc-training was Hans Spaan, die aanvankelijk al de snelste tijd had gereden, maar die door Jorge Martínez van zijn poleposition werd verdreven. Spaan stapte echter in de laatste minuten nog een keer op zijn Honda en reed alsnog de snelste tijd. De laatste keer dat Honda poleposition in de 125cc-klasse had behaald was in het seizoen 1966: Luigi Taveri met de vijfcilinder Honda RC 149. 

#### Trainingstijden
| Pos | Coureur            | Merk                | Tijd    |
| --- | ------------------ | ------------------- | ------- |
| 1.  | Hans Spaan         | Samson-Sharp-Honda  | 1"54'49 |
| 2.  | Jorge Martínez     | Nieto-Ducados-Derbi | 1"54'61 |
| 3.  | Lucio Pietroniro   | Honda               | 1"54'69 |
| 4.  | Gastone Grassetti  | Honda               | 1"54'73 |
| 5.  | Ezio Gianola       | Honda               | 1"54'82 |
| 6.  | Mike Leitner       | LCR-Rotax           | 1"55'25 |
| 7.  | Adi Stadler        | Honda               | 1"55'74 |
| 8.  | Hubart Abold       | Honda               | 1"55'99 |
| 9.  | Josef Fischer      | Noki-Rotax          | 1"56'00 |
| 10. | Domenico Brigaglia | Gazzaniga-Rotax     | 1"56'36 |

### De race
Hans Spaan profiteerde aanvankelijk niet van zijn eerste startplaats: na de eerste ronde lag hij zevende, achter Ezio Gianola, Hisashi Unemoto, Luis Miguel Reyes, Alfred Waibel, Jorge Martínez, Lucio Pietroniro en Julián Miralles. Bij het ingaan van de tweede ronde remde Martínez zichzelf onderuit en daarna kon Gianola zijn voorsprong gaan uitbouwen. Miralles en Herreros vochten om de tweede plaats, tot ook Spaan zich daarmee ging bemoeien. Spaan lag zelfs tweede toen hij onderuit schoof, maar hij kon zijn machine - die nog liep - snel oppakken en eindigde als derde achter Miralles. De overwinning van Gianola was ook de eerste voor Honda in de 125cc-klasse sinds Luigi Taveri op 11 september 1966 de GP des Nations won.

#### Uitslag 125cc-klasse
| Pos | Coureur               | Merk                | Tijd      | Grid | Punten |
| --- | --------------------- | ------------------- | --------- | ---- | ------ |
| 1   | Ezio Gianola          | Honda               | 51"18'77  | 5    | 20     |
| 2   | Julián Miralles       | Nieto-Ducados-Derbi | 51"26'81  | 11   | 17     |
| 3   | Hans Spaan            | Samson-Sharp-Honda  | 51"27'70  | 1    | 15     |
| 4   | Manuel Herreros       | Nieto-Ducados-Derbi | 51"29'72  | 16   | 13     |
| 5   | Alfred Waibel         | Waibel-Honda        | 52"00'42  | 13   | 11     |
| 6   | Hisashi Unemoto       | Fukuda-Honda        | 52"04'20  | 12   | 10     |
| 7   | Gastone Grassetti     | Honda               | 52"22'95  | 4    | 9      |
| 8   | Domenico Brigaglia    | Gazzaniga-Rotax     | 52"23'54  | 10   | 8      |
| 9   | Luis Miguel Reyes     | Pileri-AGV-Garelli  | 52"28'35  | 17   | 7      |
| 10  | Ian McConnachie       | Cagiva              | 52"32'02  | 21   | 6      |
| 11  | Gerhard Waibel        | Honda               | 52"32'85  | 15   | 5      |
| 12  | Krysztof Galatowicz   | Honda               | 52"33'68  | 34   | 4      |
| 13  | Robin Appleyard       | Honda               | 52"38'76  | 28   | 3      |
| 14  | Bady Hassaine         | Honda               | 53"12'64  | 25   | 2      |
| 15  | Josef Fischer         | Noki-Rotax          | +1 ronde  | 9    | 1      |
| 16  | Reinhard Strack       | Honda               | +1 ronde  | 27   |        |
| 17  | Paul Bordes           | Honda               | +1 ronde  | 36   |        |
| 18  | Rafael Roses-Bohigues | JJ Cobas-Rotax      | +4 ronden | 26   |        |

#### Niet gefinished
| Coureur            | Merk                | Oorzaak | Grid |
| ------------------ | ------------------- | ------- | ---- |
| Allan Scott        | Honda               |         | 24   |
| Pier Paolo Bianchi | Cagiva              | Opgave  | 14   |
| Johnny Wickström   | Honda               |         | 29   |
| Heinz Lüthi        | Honda               |         | 22   |
| Manuel Hernández   | Honda               |         | 31   |
| Kohji Takada       | Fukuda-Honda        | Val     | 19   |
| Lucio Pietroniro   | Honda               | Opgave  | 3    |
| Serge Julin        | Rotax               |         | 18   |
| Corrado Catalano   | Aprilia-Rotax       |         | 33   |
| Stefan Prein       | Honda               |         | 23   |
| Stefan Dörflinger  | Marlboro-Honda      |         | 20   |
| Mike Leitner       | LCR-Rotax           | Opgave  | 6    |
| Esa Kytölä         | Honda               |         | 32   |
| Jorge Martínez     | Nieto-Ducados-Derbi | Val     | 2    |
| Adi Stadler        | Honda               | Val     | 7    |
| K.D. Kindle        | Honda               |         | 30   |
| Jos van Dongen     | Honda               | Val     | 35   |
| Hubert Abold       | Honda               |         | 8    |

#### Niet gekwalificeerd
| Coureur              | Merk               |
| -------------------- | ------------------ |
| Thierry Feuz         | Ferac-Rotax        |
| Jörg Seel            | Seel               |
| Jussi Hautaniemi     | Honda              |
| Juan Ramon Bolart    | JJ Cobas-Rotax     |
| Christian Le Badezet | Honda              |
| Günther Schirnhofer  | Honda              |
| Fernando Nicolas     | JJ Cobas-Rotax     |
| Taru Rinne           | Honda              |
| Jean-Claude Selini   | Honda              |
| Francisco Debon      | Arbizu-Casal       |
| Norbert Peschke      | Rotax              |
| Robin Milton         | Rotax              |
| Ralf Waldmann        | Rotax              |
| Flemming Kistrup     | Hummel             |
| Andrés Sánchez       | Rotax              |
| Peter Baláz          | Honda              |
| Karl Dauer           | Hummel             |
| Jan Eggens           | EGA                |
| Chris Baert          | Casal              |
| Fausto Gresini       | Pileri-AGV-Garelli |

| Pos | Coureur           | Merk                | Ptn |
| --- | ----------------- | ------------------- | --- |
| 1   | Jorge Martínez    | Nieto-Ducados-Derbi | 40  |
| 2   | Julián Miralles   | Nieto-Ducados-Honda | 35  |
| 2   | Ezio Gianola      | Honda               | 35  |
| 4   | Gastone Grassetti | Honda               | 33  |
| 5   | Hans Spaan        | Samson-Sharp-Honda  | 32  |
| 6   | Manuel Herreros   | Nieto-Ducados-Derbi | 30  |
| 7   | Hisashi Unemoto   | Fukuda-Honda        | 26  |
| 8   | Adi Stadler       | Honda               | 19  |
| 9   | Luis Miguel Reyes | Pileri-AGV-Garelli  | 17  |
| 10  | Gerhard Waibel    | Honda               | 15  |

## 80cc-klasse

### De training
In de 80cc-training, die onder droge omstandigheden werd verreden, reed Jorge Martínez de snelste tijd. Hij was zelfs anderhalve seconde sneller dan stalgenoot Àlex Crivillé en Stefan Dörflinger. De tijden lagen trouwens weer erg ver uit elkaar. Jos van Dongen reed de tiende tijd, maar was zes seconden trager dan Martínez.

#### Trainingstijden
| Pos | Coureur           | Merk                | Tijd    |
| --- | ----------------- | ------------------- | ------- |
| 1.  | Jorge Martínez    | Nieto-Ducados-Derbi | 1"57'72 |
| 2.  | Àlex Crivillé     | Nieto-Ducados-Derbi | 1"59'23 |
| 3.  | Stefan Dörflinger | Marlboro-Krauser    | 1"59'40 |
| 4.  | Manuel Herreros   | Nieto-Ducados-Derbi | 2"00'40 |
| 5.  | Herri Torrontegui | Autisa              | 2"00'53 |
| 6.  | Peter Öttl        | Pichler-Krauser     | 2"00'95 |
| 7.  | Karoly Juhasz     | Krauser             | 2"02'33 |
| 8.  | Serge Julin       | Casal               | 2"02'62 |
| 9.  | Jacques Bernard   | Fantic              | 2"03'65 |
| 10. | Jos van Dongen    | Rekro-Casal         | 2"03'70 |

### De race
In de natte 80cc-race kon niemand Jorge Martínez bedreigen. Hij leidde van start tot finish en liet de strijd om de tweede plaats aan zijn teamgenoten Àlex Crivillé en Manuel Herreros over. De enige niet-Derbi-rijder die nog roet in het eten had kunnen gooien, Stefan Dörflinger, kwam ten val. 

#### Uitslag 80cc-klasse
| Pos | Coureur            | Merk                | Tijd      | Grid | Punten |
| --- | ------------------ | ------------------- | --------- | ---- | ------ |
| 1   | Jorge Martínez     | Nieto-Ducados-Derbi | 41"44'45  | 1    | 20     |
| 2   | Àlex Crivillé      | Nieto-Ducados-Derbi | 42"09'40  | 2    | 17     |
| 3   | Manuel Herreros    | Nieto-Ducados-Derbi | 42"16'43  | 4    | 15     |
| 4   | Gabriele Gnani     | Gnani               | 42"44'13  | 18   | 13     |
| 5   | Giuseppe Ascareggi | BBFT                | 43"08'00  | 14   | 11     |
| 6   | Jos van Dongen     | Rekro-Casal         | 43"18'17  | 10   | 10     |
| 7   | Adrie Nijenhuis    | Timmer-Samson-Casal | 43"43'87  | 21   | 9      |
| 8   | Heinz Paschen      | Casal               | 43"50'38  | 16   | 8      |
| 9   | Hans Koopman       | Ziegler             | 43"50'98  | 13   | 7      |
| 10  | Paolo Priori       | Krauser             | 44"02'95  | 36   | 6      |
| 11  | Günter Schirnhofer | Krauser             | 44"04'42  | 15   | 5      |
| 12  | René Dünki         | Krauser             | 44"08'08  | 30   | 4      |
| 13  | Stefan Brägger     | Casal               | 44"08'46  | 27   | 3      |
| 14  | Hagen Klein        | Honda               | +1 ronde  | 25   | 2      |
| 15  | Karoly Juhasz      | Krauser             | +1 ronde  | 7    | 1      |
| 16  | Bert Smit          | Minarelli           | +1 ronde  | 12   |        |
| 17  | Ralf Waldmann      | Seel                | +1 ronde  | 33   |        |
| 18  | Matthias Ehinger   | Krauser             | +1 ronde  | 34   |        |
| 19  | Paul Bordes        | RB Moto             | +1 ronde  | 24   |        |
| 20  | Rolf Hobl          | Krauser             | +1 ronde  | 35   |        |
| 21  | Reiner Scheidhauer | Seel                | +1 ronde  | 11   |        |
| 22  | Jacques Bernard    | Fantic              | +2 ronden | 9    |        |

#### Niet gefinished
| Coureur               | Merk             | Oorzaak | Grid |
| --------------------- | ---------------- | ------- | ---- |
| Stuart Edwards        | Casal            |         | 29   |
| Peter Öttl            | Pichler-Krauser  | Opgave  | 5    |
| Jaime Mariano-Torrens | JJ Cobas-Rotax   |         | 17   |
| Undine Kummer         | Krauser          |         | 32   |
| Reiner Kunz           | Ziegler          |         | 20   |
| Herri Torrontegui     | Autisa           | Val     | 6    |
| Bogdan Nikolov        | Krauser          |         | 28   |
| Javier Arumi          | Krauser          |         | 23   |
| Stefan Dörflinger     | Marlboro-Krauser | Val     | 3    |
| Serge Julin           | Casal            |         | 8    |
| Jörg Seel             | Seel             |         | 19   |
| Reiner Koster         | Casal            |         | 22   |
| Alojz Pavlič          | Seel             |         | 26   |
| Michael Schwander     | Seel             |         | 31   |

#### Niet gekwalificeerd
| Coureur          | Merk       |
| ---------------- | ---------- |
| Ian McConnachie  | Autisa     |
| Kees Besseling   | CJB        |
| Thomas Engl      | Esch       |
| Bernd Völkel     | Loeffler   |
| Petra Schwander  | Seel       |
| Stefan Kurfiss   | Ziegler    |
| Philippe Desmet  | HuVo-Casal |
| Joaquin Gali     | Krauser    |
| Chris Baert      | Casal      |
| Dennis Batchelor | Krauser    |
| Hubert Abold     | Krauser    |
| Otto Machinek    | Om-Spezial |

### Top tien tussenstand 80cc-klasse
| Pos | Coureur            | Merk                 | Ptn |
| --- | ------------------ | -------------------- | --- |
| 1   | Jorge Martínez     | Nieto-Ducados-Derbi  | 77  |
| 2   | Manuel Herreros    | Nieto-Ducados-Derbi  | 60  |
| 2   | Àlex Crivillé      | Nieto-Ducados-Derbi  | 60  |
| 4   | Stefan Dörflinger  | Marlboro-LCR-Krauser | 50  |
| 5   | Peter Öttl         | Pichler-Krauser      | 31  |
| 6   | Giuseppe Ascareggi | BBFT                 | 29  |
| 7   | Károly Juhász      | Krauser              | 28  |
| 8   | Bogdan Nikolov     | Krauser              | 26  |
| 8   | Jos van Dongen     | Rekro-Casal          | 26  |
| 10  | Gabriele Gnani     | Gnani                | 25  |

## Zijspanklasse

### De training
Er stond geen maat op Rolf Biland, die ruim twee seconden sneller was dan tweede man Steve Webster. Egbert Streuer kreeg zijn Yamaha niet goed aan het lopen en realiseerde slechts de zesde tijd en moest na de laatste training in allerijl nog zijn motorblok vervangen. 

#### Trainingstijden
| Pos | Coureur         | Bakkenist          | Merk                    | Tijd    |
| --- | --------------- | ------------------ | ----------------------- | ------- |
| 1.  | Rolf Biland     | Kurt Waltisperg    | LCR-Krauser             | 1"45'73 |
| 2.  | Steve Webster   | Tony Hewitt        | Silkolene-LCR-Krauser   | 1"47'82 |
| 3.  | Alfred Zurbrügg | Martin Zurbrügg    | LCR-Yamaha              | 1"48'46 |
| 4.  | Alain Michel    | Jean-Marc Fresc    | ELF-LCR-Krauser         | 1"48'83 |
| 5.  | Masato Kumano   | Markus Fährni      | LCR-Yamaha              | 1"49'82 |
| 6.  | Egbert Streuer  | Bernard Schnieders | Lucky Strike-LCR-Yamaha | 1"50'11 |
| 7.  | Fritz Stölzle   | Hubert Stölzle     | LCR-Krauser             | 1"50'64 |
| 8.  | Steve Abbott    | Shaun Smith        | Windle-Yamaha           | 1"50'68 |
| 9.  | Bernd Scherer   | Thomas Schröder    | BSR-Krauser             | 1"51'33 |
| 10. | Theo van Kempen | Simon Birchall     | Lucky Strike-LCR-Yamaha | 1"53'55 |

### De race
Bij de start van de zijspanrace bleef de combinatie van Egbert Streuer en Bernard Schnieders gewoon staan. Streuer was ervan overtuigd dat hij de machine in de eerste versnelling had gezet, maar moest constateren dat een boutje van het schakelpedaal was gebroken. Hij moest aan het einde van de pitstraat een reparatie uitvoeren en kwam met vier ronden achterstand de baan op, precies in het gevecht tussen Rolf Biland, Steve Webster, Alfred Zurbrügg en Alain Michel. Streuer reed met de vechtende groep mee en nam zelfs echter even de leiding, maar twee ronden voor het einde reed hij de pit in omdat hij zich niet met de strijd wilde bemoeien. Biland nam in de laatste ronde de leiding over van Webster en won de race. Intussen had de pitcrew Egbert Streuer verteld dat hij nog steeds op de veertiende plaats lag, wat twee punten waard was. Streuer ging daarom opnieuw de baan op om die twee punten veilig te stellen. Webster vertelde later dat hij dacht dat Streuer daadwerkelijk bij de kopgroep hoorde. Hij had wel een wit/zwart/rode combinatie in de pit zien staan, maar dacht dat dat Theo van Kempen was. 

#### Uitslag zijspanklasse
| Pos | Coureur            | Bakkenist          | Merk                    | Tijd      | Grid | Punten |
| --- | ------------------ | ------------------ | ----------------------- | --------- | ---- | ------ |
| 1   | Rolf Biland        | Kurt Waltisperg    | LCR-Krauser             | 45'28"87  | 1    | 20     |
| 2   | Steve Webster      | Tony Hewitt        | Silkolene-LCR-Krauser   | 45'30"79  | 2    | 17     |
| 3   | Alfred Zurbrügg    | Martin Zurbrügg    | LCR-Yamaha              | 45'57"24  | 3    | 15     |
| 4   | Fritz Stölzle      | Hubert Stölzle     | LCR-Krauser             | 46'09"54  | 7    | 13     |
| 5   | Bernd Scherer      | Thomas Schröder    | BSR-Krauser             | 46'17"52  | 10   | 11     |
| 6   | Wolfgang Stropek   | Hans-Peter Demling | LCR-Krauser             | 46'26"36  |      | 10     |
| 7   | Theo van Kempen    | Simon Birchall     | Lucky Strike-LCR-Yamaha | 46'41"40  | 18   | 9      |
| 8   | Pascal Larratte    | Jacques Corbier    | LCR-Yamaha              | 46'52"97  |      | 8      |
| 9   | Markus Egloff      | Urs Egloff         | BP-LCR-ADM              | 46'58"71  | 9    | 7      |
| 10  | Steve Abbott       | Shaun Smith        | Windle-Yamaha           | 47'01"97  | 8    | 6      |
| 11  | Barry Brindley     | Graham Rose        | LCR-Yamaha              |           |      | 5      |
| 12  | Yoshisada Kumagaya | Brian Barlow       | Windle-Yamaha           |           |      | 4      |
| 13  | Derek Jones        | Peter Brown        | LCR-Yamaha              |           |      | 3      |
| 14  | Egbert Streuer     | Bernard Schnieders | Lucky Strike-LCR-Yamaha | +4 ronden | 6    | 2      |

#### Niet gefinished
| Coureur          | Bakkenist       | Merk            | Grid | Oorzaak               |
| ---------------- | --------------- | --------------- | ---- | --------------------- |
| Alain Michel     | Jean-Marc Fresc | ELF-LCR-Krauser | 4    | allen versnellingsbak |
| Masato Kumano    | Markus Fährni   | LCR-Yamaha      | 5    | allen versnellingsbak |
| Rolf Steinhausen | Bruno Hiller    | Busch-ADM       |      | allen versnellingsbak |

### Top tien tussenstand zijspanklasse
| Pos | Coureur          | Bakkenist          | Merk                    | Ptn. |
| --- | ---------------- | ------------------ | ----------------------- | ---- |
| 1   | Rolf Biland      | Kurt Waltisperg    | LCR-Krauser             | 40   |
| 2   | Steve Webster    | Tony Hewitt        | Silkolene-LCR-Krauser   | 32   |
| 3   | Alfred Zurbrügg  | Martin Zurbrügg    | LCR-Yamaha              | 21   |
| 4   | Egbert Streuer   | Bernard Schnieders | Lucky Strike-LCR-Yamaha | 19   |
| 5   | Barry Brindley   | Graham Rose        | LCR-Yamaha              | 18   |
| 5   | Theo van Kempen  | Simon Birchall     | Lucky Strike-LCR-Yamaha | 18   |
| 7   | Wolfgang Stropek | Hans-Peter Demling | LCR-Krauser             | 17   |
| 8   | Steve Abbott     | Shaun Smith        | Windle-Yamaha           | 16   |
| 9   | Bernd Scherer    | Thomas Schröder    | BSR-Krauser             | 15   |
| 10  | Fritz Stölzle    | Hubert Stölzle     | LCR-Krauser             | 14   |

1925 · 1926 · 1927 · 1928 · 1929 · 1930 · 1931 · 1933 · 1934 · 1935 · 1936 · 1937 · 1938 · 1939 · 1949 · 1950 · 1951 · 1952 · 1953 · 1954 · 1955 · 1956 · 1957 · 1958 · 1959 · 1960 · 1961 · 1962 · 1963 · 1964 · 1965 · 1966 · 1967 · 1968 · 1969 · 1970 · 1971 · 1972 · 1973 · 1974 · 1975 · 1976 · 1977 · 1978 · 1979 · 1980 · 1981 · 1982 · 1983 · 1984 · 1985 · 1986 · 1987 · 1988 · 1989 · 1990 · 1991 · 1992 · 1993 · 1994 · 1995 · 1996 · 1997 · 1998 · 1999 · 2000 · 2001 · 2002 · 2003 · 2004 · 2005 · 2006 · 2007 · 2008 · 2009 · 2010 · 2011 · 2012 · 2013 · 2014 · 2015 · 2016 · 2017 · 2018 · 2019 · 2021 · 2022 · 2023 · 2024 · 2025